# Маскат Классик 2025
3-й выпуск  Маскат Классик — шоссейной однодневной велогонки по дорогам Омана. Гонка прошла 7 февраля 2025 года в рамках Азиатского тура UCI 2025. Победу одержал нидерландский велогонщик Рик Плюмерс.

## Участники
| UCI WorldTeams (9)- Arkéa-B&B Hotels - Groupama-FDJ - Movistar Team - Soudal Quick-Step - Team Jayco AlUla - Team Picnic-PostNL - Team Visma \| Lease a Bike - UAE Team Emirates XRG - XDS Astana Team UCI ProTeams (5)- Burgos-Burpellet-BH - Q36.5 Pro Cycling Team - Team TotalEnergies - Tudor Pro Cycling Team - Uno-X Mobility UCI Continental Teams (3)- JCL Team Ukyo - Roojai Insurance - Terengganu Cycling Team Национальная сборная- Оман |
| |

## Маршрут
В третий раз однодневная гонка, пройдёт по тем же дорогам, что и год назад. Старт и финиш будут в Аль-Мудже Мускате и Аль-Бустане. Дистанция составляет 170,3 километра, где участникам предстоит преодолеть шесть категорийных подъёмов. Первым из них станет Аль-Джебель (3,5 километра, градиент 9,2 %), которая встретится после 85 километров пути. На финальном этапе, который пройдёт по трассе AI за 60 км до финиша, гонщики дважды столкнутся с подъёмами Хамрии (900 метров, градиент 10,1 %) и Аль-Джиссах (1,1 километра, градиент 10 %). Эти подъёмы будут перемежаться с одним проходом на подъёме Вади-аль-Кабир (2,1 километра, градиент 7,3 %). Последнее восхождение расположено чуть более чем за 5000 метров до финиша, что станет идеальной стартовой площадкой для победной атаки.

## Ход гонки
Гонка началась на побережье к западу от Маската, а затем, преодолев предгорья за столицей Омана, гонщики отправились в путь по холмистой местности. Адне ван Энгелен, Мухаммад Нур Айман Мохд Зарифф из команды Terengganu Cycling Team и Расмус Бёг Валлин из Uno-X Mobility первыми вырвались вперед, и пелотон позволил им оторваться на семь минут. Когда гонщики начали холмистый круг к югу от Маската, преодолев 58 километров дистанции, команды Groupama-FDJ, Arkéa-B&B и ОАЭ Emirates-XRG активизировали погоню. Макс Кантер из XDS-Astana, Райан Булахойт из Total Energies, Ксабьер Азпаррен из Q36.5 и Лоренцо Джермани из Groupama-FDJ попытались опередить атаки на последнем круге, догнав ван Энгелена. Однако на подъеме Хамрия за 25 километров до финиша их постепенно отбросили назад. Пепин Рейндеринк из Soudal Quick-Step, Вайн и Харпер добились успеха на подъеме Хамрия и присоединились к Джермани, а затем продолжили продвижение на подходе к крутому подъему Аль-Джисса. Команды Tudor Pro Cycling и Picnic-PostNL пытались удержать их под контролем, в то время как другие гонщики были поглощены пелотоном. Вайн и Харпер остались впереди, и к ним присоединился гонщик Movistar на вершине бесплодного подъема Аль-Джисса. Двигаясь по широкой дороге к дворцу Аль-Бустан со скоростью более 100 километров в час, они оставались в поле зрения пелотона, поэтому перед последним кругом разрыв сокращался. Когда появилась финишная черта, 30 догоняющих гонщиков быстро сократили разрыв. Рик Плюмерс позволил другим гонщикам лидировать в спринте, но затем сделав рывок одержал свою первую профессиональную победу.

## Результаты
| \| Генеральная классификация \| Генеральная классификация \| Генеральная классификация \| Генеральная классификация \| Генеральная классификация \| \| Гонщик \| Гонщик \| Команда \| Время \| \| \| ------------------------- \| ------------------------- \| ------------------------- \| ------------------------- \| ------------------------- \| |        |         |       |
| |        |         |       |
| Источник: ProCyclingStats |        |         |       |
| Генеральная классификация |        |         |       |
| Гонщик | Гонщик | Команда | Время |